# Малатеста, Пандольфо III

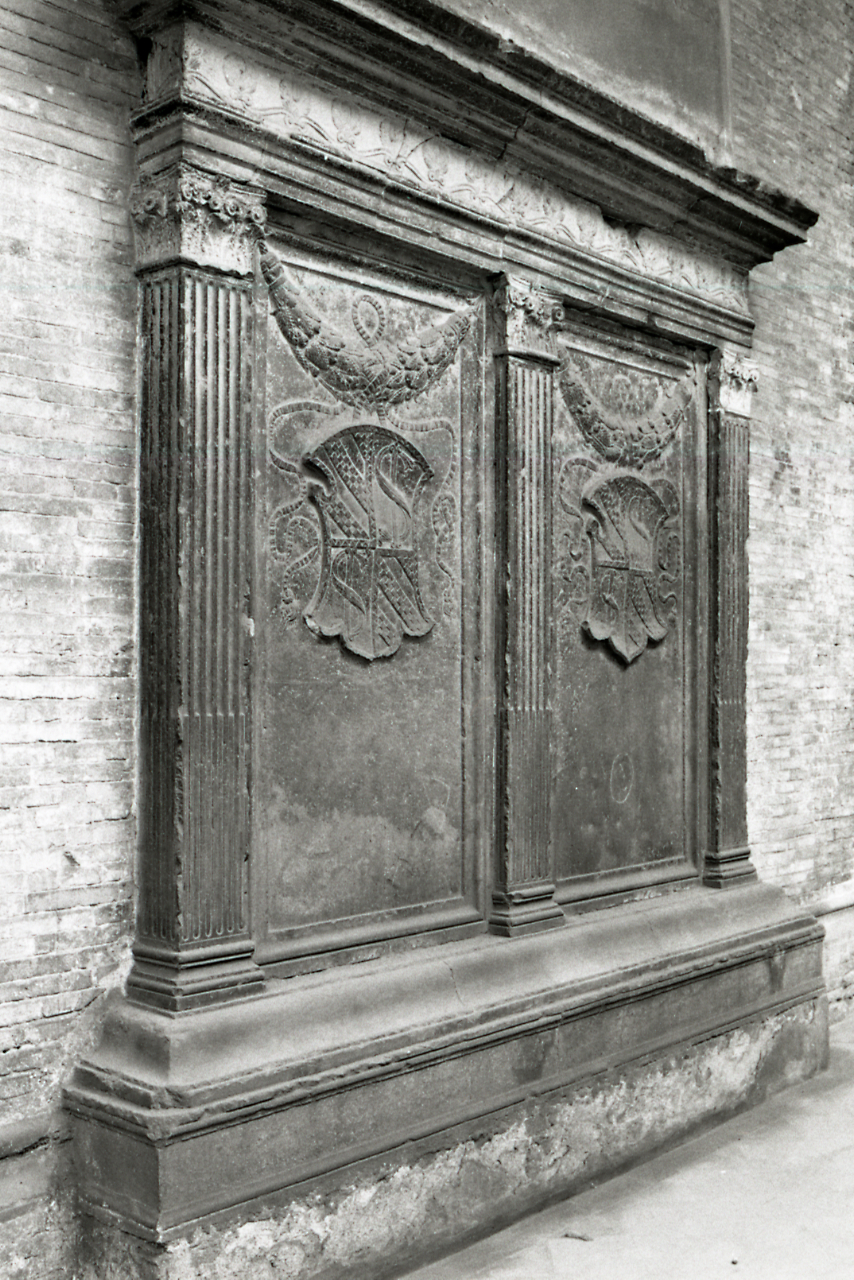
Гробница Пандольфо III в церкви Святого Франциска в Фано

Пандольфо III Малатеста (итал. Pandolfo III Malatesta; 2 января 1370, Фано — 3 октября 1427, Фано) — итальянский кондотьер, сеньор Фано, Брешии и Бергамо. Второй сын Галеотто I Малатеста.

## Биография
При разделе отцовских владений в 1385 году получил Фано, а его братья Карло, Андреа и Галеотто Новелло — соответственно Римини, Чезену и Червию.
Пандольфо начал свою карьеру кондотьера в возрасте 18 лет, возглавив банду маснадьери (банду разбойников), разорявшую Тоскану. В 1388 году он принял кондотту (заключил договор) Венеции, возглавив войско в войне с семьёй Каррарези — правителями Падуи. В 1393 году захватил города Тоди и Нарни, которые входили в состав папской области, что повлекло отлучение его от церкви Папой Бонифацием IX. Позднее он был помилован Папой и воевал на стороне Франческо I из Мантуи против династии Висконти из Милана.
В 1402 году вместе с братом Андреа воевал на стороне Джана Галеаццо Висконти против Болоньи, участвовал в битве за Казалеккьо и был назначен губернатором этого города.
После смерти Джана Галеаццо Висконти в сентябре 1402 года Пандольфо стал советником его вдовы, Катерины Висконти. Он воспользовался этим положением, а также другими кондоттами для итальянских государств, чтобы расширить свои владения и разорить соседние государства и города (например, Треццо и Комо в 1403 году, а затем Брешию в 1404 году, которую он получил от Висконти как выплату его кредита в 200 000 дукатов и Бергамо в 1407 году).
В 1413 году назначен капитан-генералом (главнокомандующим) венецианской армии. В битве при Удине одержал победу над армией императора Сигизмунда Люксембургского, за что получил дворец в Венеции и титул герцога Крита, от которого отказался.
В 1421 году в его ломбардские владения вторгся Франческо Буссоне, новый кондотьер герцога Филиппо Мариа Висконти. В результате Пандольфо III потерял Бергамо и Брешию.
В 1424 году в ходе Первой Ломбардской войны флорентийская армия под руководством братьев Карло и Пандольфо Малатеста (10 тысяч человек кавалерии и 3 тысячи пехотинцев) потерпела поражение в битве при Загонаре. Карло попал в плен, Пандольфо бежал в Чезену. Он был вынужден отказаться от Имолы и Фаэнцы в пользу Висконти, но благодаря посредничеству папы Мартина V сохранил Фано.

## Семья
Жёны — Антониа да Варано, Паола Бьянка Малатеста, Анна деи Гвиди, о них нет исторических сведений. Сын от жены:
- Галеотто Роберто (1412—1432), сеньор Римини

Сыновья от любовницы Антонии ди Бариньяно:
- Доменико, в 1429—1465 сеньор Чезены
- Сиджисмондо.